# S:t Jakobs kyrka, Göteborg

S:t Jakobs kyrka i Göteborg är en centralt belägen frikyrka som tillhör Equmeniakyrkan. S:t Jakobs församling grundades som metodistkyrka och har 2014 cirka 250 medlemmar. Kyrkan har en altartavla utförd av konstnären Joel Mila.